# هوغو غونزاليز
هوغو غونزاليز (بالإسبانية: Hugo González)‏ (مواليد 19 فبراير 1999) هو سبّاح إسباني، مثّل بلاده في الألعاب الأولمبية الصيفية 2016.

## روابط خارجية
هوغو غونزاليز على موقع الاتحاد الدولي للسباحة (الإنجليزية)
- هوغو غونزاليز على موقع SwimRankings.net (الإنجليزية)
- هوغو غونزاليز على موقع اللجنة الأولمبية الدولية (الإنجليزية)
- هوغو غونزاليز على موقع أوليمبيديا (الإنجليزية)
- هوغو غونزاليز على موقع اللجنة الأولمبية الإسبانية (الإسبانية)